# Почему у зебр не бывает инфаркта. Психология стресса
Почему у зебр не бывает инфаркта. Психология стресса (англ. Why Zebras Don't Get Ulcers) — научно-популярная книга биолога Роберта М. Сапольски, вышедшая в 1994 году.

## Об авторе
Роберт Сапольски ― американский нейроэндокринолог, профессор биологии, неврологии и нейрохирургии в Стэнфордском университете, исследователь и автор книг. Кроме того, он является научным сотрудником в Национальном музее Кении.

## Содержание
Автор книги называет её «руководством по стрессу, связанным со стрессом заболеваниям и борьбе с ними». Сапольски пишет в своей книге, что для животных, таких как зебры, стресс обычно носит эпизодический характер (например, убегание от льва), в то время как для людей стресс часто носит хронический характер (например, беспокойство о потере работы). Следовательно, многие дикие животные менее восприимчивы, чем люди, к хроническим расстройствам, связанным со стрессом, таким как язвы, гипертония, снижение нейрогенеза и повышенное атрофия нейронов гиппокампа. Однако хронический стресс возникает у некоторых социальных приматов, например у бабуинов, находящихся на нижней стороне иерархии социального доминирования.
Сапольски сосредотачивается на влиянии глюкокортикоидов на человеческий организм, заявляя, что такие гормоны могут быть полезны животным в дикой природе, спасающимся от хищников, но для людей эти гормоны в больших количествах менее желательны. Сапольский рассказывает об истории и развитии эндокринологии.
В то время как большая часть книги посвящена биологическим механизмам организма, последняя глава посвящена психологическим способам избавиться от влияния стрессов.
Книга «Почему у зебр не бывает инфаркта. Психология стресса» объясняет, как социальные явления, такие как жестокое обращение с детьми или хронический стресс бедности, влияют на биологический стресс, приводя к повышенному риску заболеваний и инвалидности.

## Издание в России
Книга была переведена на русский язык и вышла в свет в издательстве «Питер» в 2018 году. ISBN 978-5-4461-1081-0

## Признание
Книга получила в основном положительные отзывы. Kirkus reviews назвал ее «занимательным объяснением того, как стресс влияет на организм и как мы можем противодействовать этому влиянию».
Барри Кеверн написал в обзоре для New Scientist: «Прочитать книгу „Почему у зебр не бывает инфаркта“ полезно всем, чтобы получить представление о работе тела и разума и о том, почему некоторые из нас более уязвимы для стресса, чем другие».
В 2021 году книга получила высокие оценки экспертов программы «Всенаука» и попала в число книг, распространяемых бесплатно и легально для всех читателей.